# Pithapuram
 (mai 2024).
Si vous disposez d'ouvrages ou d'articles de référence ou si vous connaissez des sites web de qualité traitant du thème abordé ici, merci de compléter l'article en donnant les références utiles à sa vérifiabilité et en les liant à la section « Notes et références ».
Pithapuram est une ville du district de Kakinada dans l'État d'Andhra Pradesh en Inde. 
Selon le recensement de l'Inde de 2011, la localité compte une population de 54 859 habitants.

## Histoire
Avant d'être nommé Pithapuram, ce lieu avait pour nom Puruhithika puram, puis Pithika puram.